# Sisakos dalosseregély
A sisakos dalosseregély (Onychognathus salvadorii)  a madarak osztályának verébalakúak (Passeriformes) rendjébe és a seregélyfélék (Sturnidae) családjába tartozó faj.

## Előfordulása
Etiópia, Kenya, Szomália és Uganda területén honos.